# Asparagus trichophyllus
Asparagus trichophyllus är en sparrisväxtart som beskrevs av Aleksandr Andrejevitj Bunge. Asparagus trichophyllus ingår i släktet sparrisar, och familjen sparrisväxter. Inga underarter finns listade i Catalogue of Life.